# Imieniny – kwiecień

## 1 kwietnia
Hugo, Zbigniew, Grażyna, Meliton, Teodora, Katarzyna, Tolisław, Jakubina

## 2 kwietnia
Laurencja, Franciszek, Urban, Miłobąd

## 3 kwietnia
Sykstus, Ryszard, Antoni, Pankracy, Cieszygor, Jakub

## 4 kwietnia
Benedykt, Ambroży, Zdzimir, Izydor, Teodul

## 5 kwietnia
Irena, Wincenty, Borzywoj, Tristan

## 6 kwietnia
Zachariasz, Wilhelm, Diogenes, Zachary, Katarzyna, Ireneusz, Piotra, Platonida, Celestyna

## 7 kwietnia
Donat, Herman, Przecław, Epifaniusz, Hegezyp, Przedsław, Niestanka

## 8 kwietnia
Sieciesława, Cezaryna, Radosław, August, Apolinary, Cezary, January, Herodion

## 9 kwietnia
Marceli, Maja, Dobrosława, Wadim, Heliodor

## 10 kwietnia
Grodzisław, Makary, Pompejusz, Marek, Apoloniusz, Daniel, Michał, Antoni, Ezechiel, Małgorzata, Henryk

## 11 kwietnia
Filip, Herman, Leon, Jaromir, Gemma, Leona, Hildebrand, Hildebranda, Adolf

## 12 kwietnia
Zenon, Sabbas, Andrzej, Wiktor, Juliusz

## 13 kwietnia
Justyn, Marcjusz, Marcin, Hermenegilda, Przemysł, Przemysław, Małgorzata, Jan, Ida

## 14 kwietnia
Walerian, Tyburcja, Tyburcy, Maria, Tyburcjusz, Julianna, Myślimir, Trofim, Ardalion, Krzysztof, Piotr, Lawiniusz

## 15 kwietnia
Wiktoryn, Olimpia, Modest, Abel, Wszegniew, Anastazja, Tytus, Potencjana, Potencjanna, Sylwester, Sylwestra, Piotr

## 16 kwietnia
Benedykt, Bernadeta, Charyzjusz, Leonid, Erwin, Patrycy, Lambert, Urban, Julia

## 17 kwietnia
Klara, Józef, Robert, Radociech, Anicet, Izydor, Izydora, Aniceta, Jakub, Innocenty

## 18 kwietnia
Gościsław, Bogusław, Apoloniusz, Flawiusz, Bogusława, Alicja, Gosława, Barbara

## 19 kwietnia
Konrada, Leontyna, Werner, Leona, Włodzimierz, Irydion, Cieszyrad, Leon, Pafnucy

## 20 kwietnia
Amalia, Sekundyn, Teodor, Marcelin, Berenika, Agnieszka, Nawoj, Szymon, Sulpicjusz, Czesław, Ursycyn

## 21 kwietnia
Feliks, Addar, Anzelm, Drogomił, Apollo, Apollina, Bartosz, Konrad, Roman

## 22 kwietnia
Łukasz, Wanesa, Gajusz, Teodor, Gaja, Soter, Leonid, Strzeżymir, Leon, Leona, Wirginiusz, Aital, Agapit, Agapita

## 23 kwietnia
Adalbert, Wojciech, Gerard, Helena, Jerzy, Gabriela, Gerarda, Lena

## 24 kwietnia
Fidelis, Erwin, Horacy, Egbert, Grzegorz, Horacjusz, Aleksja, Aleksy, Aleksander, Sabbas

## 25 kwietnia
Kaliksta, Ewodia, Markusław, Jarosław, Ewodiusz, Marek, Piotr

## 26 kwietnia
Marcelin, Klarencjusz, Spycimir, Klet, Marzena, Artemon

## 27 kwietnia
Felicja, Anastazy, Marcin, Zyta, Piotr, Teofil, Andrzej, Kanizjusz, Bożebor

## 28 kwietnia
Paweł, Maria, Waleria, Marek, Przybycześć, Afrodyzy, Afrodyzjusz, Afrodyzja, Arystarch, Andrea, Witalis, Piotr

## 29 kwietnia
Hugo, Bogusław, Robert, Piotr, Ermentruda, Paulin, Ryta, Augustyn, Roberta, Angelina, Wiktor, Katarzyna

## 30 kwietnia
Eutropiusz, Bartłomiej, Chwalisława, Lilla, Katarzyna, Afrodyzy, Afrodyzjusz, Afrodyzja, Jakub, Marian, Andrea, Piotr